# Langer Köchel
Der Lange Köchel ist eine mittlerweile 710 m hohe bewaldete Felskuppe in den Bayerischen Voralpen innerhalb des Naturschutzgebietes Murnauer Moos in Bayern. Zusammen mit Steinköchel, Wiesmahdköchel und Schmatzerlköchel erheben sich die Köchel wie Inseln aus dem Murnauer Moos.
Die heutige Erhebung Langer Köchel stellt den nordwärtigen Rest der ursprünglichen Kuppe dar, während der südwärtige Teil im Rahmen der Tagebaumaßnahmen des Hartsteinwerks Werdenfels abgetragen wurde. Deshalb besteht die Südseite aus einem steilen Hang, der im Langer-Köchel-See endet. Die ursprüngliche Höhe vor Beginn des Tagebaus betrug 751 m.